# Riverside (Iowa)
Pour les articles homonymes, voir Riverside.
Riverside est une ville dans le comté de Washington en Iowa, aux États-Unis.
Riverside se proclame la future ville de naissance du capitaine James Tiberius Kirk, un personnage fictif de la série télévisée Star Trek, avec l'accord de son créateur Gene Roddenberry.